# Progresie de acorduri

O progresie de acorduri în tonalitatea do major. Pentru a putea fi repetată, trebuie reluate numai primele patru măsuri înainte de intrarea în a cincea, astfel: 1–2–3–4–1–2–3–4 etc. Când totuși 4 va fi urmat de 5 și nu de 1, atunci s-a realizat o cadență. Putem spune că 1–2–3–4 este o progresie, iar 1–2–3–4–5, o cadență.

Într-o compoziție muzicală, o progresie de acorduri sau progresie armonică (informal, schimbări de acorduri, folosit ca plural) este o succesiune de acorduri. Progresiile de acorduri reprezintă fundamentul armoniei în tradiția muzicală occidentală, de la epoca practicii comune a muzicii clasice până în secolul XXI. Progresiile de acorduri sunt fundamentale în stilurile de muzică populară (de ex., muzică pop, muzică rock), muzică tradițională, precum și în genuri precum blues și jazz. În aceste genuri, progresiile de acorduri sunt caracteristica definitorie pe care se construiesc melodia și ritmul.
În muzica tonală, progresiile de acorduri au rolul de a stabili sau de a contrazice o tonalitate, termenul tehnic pentru ceea ce este înțeles în mod obișnuit ca "tonalitatea" unui cântec sau a unei piese. Progresiile de acorduri, precum progresia extrem de comună I–V–vi–IV, sunt de obicei exprimate prin cifre romane în teoria muzicii clasice. În multe stiluri de muzică populară și tradițională, progresiile de acorduri sunt exprimate folosind denumirea și "calitatea" acordurilor. De exemplu, progresia menționată anterior, în tonalitatea E♭ major, ar fi scrisă ca E♭ major–B♭ major–C minor–A♭ major într-un fake book sau partitură-schiță. În primul acord, E♭ major, „E♭” indică faptul că acordul este construit pe nota rădăcină „E♭”, iar cuvântul „major” indică faptul că un acord major este construit pe această notă „E♭”.

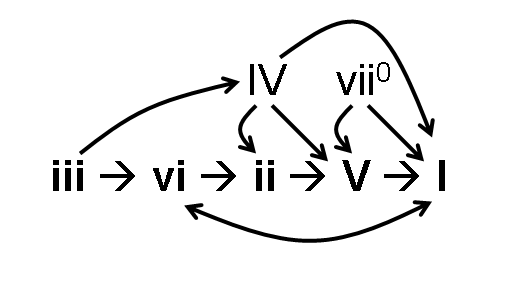
O diagramă a progresiilor de acorduri în game majore din S. Kostka și D. Payne Tonal harmony. Exemplul de mai sus este o variație a traseului I-IV-ii-V-I (în armonia tonală acordul I poate fi urmat de orice alt acord). Notația acordurilor este standard în literatura de limba engleză și majoritatea muzicii clasice, pop, jazz, blues, etc.